# رهنیشک
رهنیشک نام روستایی است در دهستان کاهشنگ از توابع بخش مرکزی شهرستان بیرجند، واقع در استان خراسان جنوبی  که بر پایه سرشماری عمومی نفوس و مسکن در سال ۱۳۸۵ جمعیت آن ۱۳۰ نفر (در ۳۰ خانوار)  و طبق سرشماری عمومی نفوس و مسکن در سال ۱۳۹۵ جمعیت آن ۸۲ نفر (در ۲۸ خانوار) بوده‌است.